# Fußball-Europameisterschaft 2016/Spanien
Dieser Artikel behandelt die spanische Nationalmannschaft bei der Fußball-Europameisterschaft 2016 in Frankreich. Für Spanien war es die zehnte Teilnahme. Seitdem die Endrunde seit 1996 mit 16 Mannschaften ausgetragen wird, konnte sich Spanien immer qualifizieren. Die spanische Mannschaft trat als Titelverteidiger an, nachdem sie 2012 als erste Mannschaft den Titel erfolgreich verteidigen konnte.

## Qualifikation

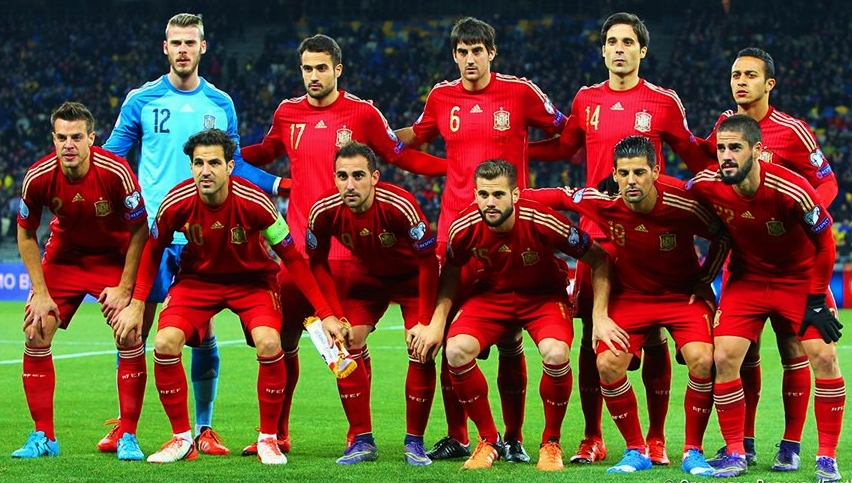
Die spanische Mannschaft vor dem letzten Qualifikationsspiel am 12. Oktober 2015 gegen die Ukraine

Spanien absolvierte die Qualifikation zur Europameisterschaft in der Gruppe C. Nach der WM 2014, bei der Spanien als Titelverteidiger bereits in der Vorrunde ausgeschieden war, waren Xabi Alonso, Xavi und Rekordtorschütze David Villa aus der Nationalmannschaft zurückgetreten. Die Selección qualifizierte sich am 9. Oktober 2015, einen Spieltag vor Schluss. Ein Jahr zuvor verloren die Spanier erstmals seit Oktober 2006 wieder ein Qualifikationsspiel. Insgesamt setzte Trainer Vicente del Bosque, der am 14. Juni 2015 beim Qualifikationsspiel gegen Belarus zum 100. Mal auf der Bank saß, 33 Spieler ein, aber nur Sergio Busquets in allen zehn Spielen. Nur einmal nicht eingesetzt wurde Jordi Alba, in zwei Spielen kamen Paco Alcácer, Gerard Piqué, Pedro und David Silva nicht zum Einsatz. Bester Torschütze der Mannschaft war Paco Alcácer mit insgesamt fünf Treffern. Nicht berücksichtigt wurde Fernando Torres, Torschützenkönig der Europameisterschaft 2012. Beim Qualifikationsspiel am 8. September 2015 gelang Sergio Ramos als drittem Spieler nach Iker Casillas und Xavi der 100. Länderspielsieg. Im letzten Qualifikationsspiel kam Cesc Fàbregas zu seinem 100. Länderspiel. Nach der Qualifikation gewannen sie im November noch ein Testspiel gegen England mit 2:0, ein weiteres Testspiel gegen Belgien wurde nach den Terroranschlägen in Paris abgesagt. In der FIFA-Weltrangliste verbesserten sich die nach dem vorzeitigen WM-Aus bis auf Platz 10 zurückgefallenen Spanier wieder auf Platz 3.

### Spiele
Alle Resultate aus spanischer Sicht.
| Datum      | Spielort                                      | Gegner         | Ergebnis  | Torschützen |
| ---------- | --------------------------------------------- | -------------- | --------- | --- |
| 08.09.2014 | Estadio Ciudad de Valencia, Valencia          | Nordmazedonien | 5:1 (3:1) | 1:0 Sergio Ramos (16./Elfmeter), 2:0 Paco Alcácer (17.), 2:1 Agim Ibraimi (28./Elfmeter), 3:1 Sergio Busquets (45.+3′), 4:1 David Silva (50.), 5:1 Pedro (90.+1′) |
| 09.10.2014 | Štadión pod Dubňom, Žilina (SVK)              | Slowakei       | 1:2 (0:1) | 0:1 Juraj Kucka (17.), 1:1 Paco Alcácer (82.), 1:2 Miroslav Stoch (87.)                                                                                           |
| 12.10.2014 | Josy-Barthel-Stadion, Luxemburg (Stadt) (LUX) | Luxemburg      | 4:0 (2:0) | 1:0 David Silva (27.), 2:0 Paco Alcácer (42.), 3:0 Diego Costa (69.), 4:0 Juan Bernat (88.)                                                                       |
| 15.11.2014 | Nuevo Colombino, Huelva                       | Belarus        | 3:0 (2:0) | 1:0 Isco (18.), 2:0 Sergio Busquets (19.), 3:0 Pedro (55.) |
| 27.03.2015 | Estadio Ramón Sánchez Pizjuán, Sevilla        | Ukraine        | 1:0 (1:0) | 1:0 Álvaro Morata (28.) |
| 14.06.2015 | Baryssau-Arena, Baryssau (BLR)                | Belarus        | 1:0 (1:0) | 1:0 David Silva (45.) |
| 05.09.2015 | Estadio Nuevo Carlos Tartiere, Oviedo         | Slowakei       | 2:0 (2:0) | 1:0 Jordi Alba (5.), 2:0 Iniesta (30./Elfmeter) |
| 08.09.2015 | Philip-II-Arena, Skopje (MKD)                 | Nordmazedonien | 1:0 (1:0) | 1:0 Tome Pačovski (8./Eigentor) |
| 09.10.2015 | Estadio Las Gaunas, Logroño                   | Luxemburg      | 4:0 (1:0) | 1:0 Santi Cazorla (42.), 2:0, 3:0 Paco Alcácer (67., 80.), 4:0 Santi Cazorla (85.)                                                                                |
| 12.10.2015 | Olympiastadion, Kiew (UKR)                    | Ukraine        | 1:0 (1:0) | 1:0 Mario Gaspar (22.) |

### Tabelle

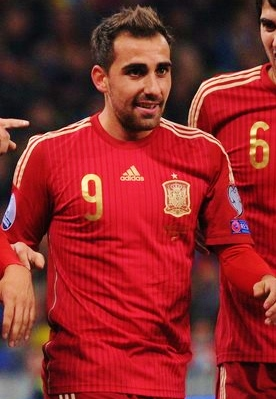
Paco Alcácer, bester spanischer Torschütze in der Qualifikation

| Pl.                     | Land           | Sp. | S | U | N | Tore    | Diff. | Punkte |
| ----------------------- | -------------- | --- | - | - | - | ------- | ----- | ------ |
| 1.                      | Spanien        | 10  | 9 | 0 | 1 | 023:300 | +20   | 27     |
| 2.                      | Slowakei       | 10  | 7 | 1 | 2 | 017:800 | +9    | 22     |
| 3.                      | Ukraine        | 10  | 6 | 1 | 3 | 014:400 | +10   | 19     |
| 4.                      | Belarus        | 10  | 3 | 2 | 5 | 008:140 | −6    | 11     |
| 5.                      | Luxemburg      | 10  | 1 | 1 | 8 | 006:270 | −21   | 04     |
| 6.                      | Nordmazedonien | 10  | 1 | 1 | 8 | 006:180 | −12   | 04     |
| Stand: 12. Oktober 2015 |                |     |   |   |   |         |       |        |

## Vorbereitung
Nach dem Ende der Qualifikation gewannen die Spanier am 13. November ein Testspiel in Alicante gegen England mit 2:0. Da am gleichen Tag während des Spiels von EM-Gastgeber Frankreich gegen Weltmeister Deutschland mehrere Terroranschläge in Paris passierten und die Attentäter teilweise aus Belgien kamen, wurde das Spiel am 17. in Brüssel gegen den neuen Weltranglisten-Ersten Belgien von den Belgiern abgesagt.
Am 24. März in Udine wurde gegen EM-Teilnehmer Italien ein 1:1 erreicht, drei Tage später folgte ein torloses Remis in Cluj-Napoca gegen Rumänien, bei dem mit Sergi Roberto ein Neuling eingesetzt wurde. In der unmittelbaren EM-Vorbereitung spielte die Mannschaft zweimal auf neutralem Platz, zunächst am 29. Mai in St. Gallen gegen die bosnische Nationalmannschaft (3:1 ohne Spieler aus Madrid und Barcelona) und dann gegen Südkorea am 1. Juni in Salzburg.
Zum Abschluss fand am 7. Juni ein Testspiel in Getafe gegen Georgien statt, das die spanische Mannschaft mit 0:1 verlor, ehe der Titelverteidiger auf die französische Insel Île de Ré flog, wo sich das EM-Quartier der Iberer befindet.

## Kader
Am 17. Mai wurde ein provisorischer Kader mit 25 Spielern benannt. Nicht berücksichtigt wurde der zuletzt wieder treffsichere Torschützenkönig der letzten EM Fernando Torres. Die endgültige Kaderliste wurde am 31. Mai bekannt gegeben. Die meisten Spieler (6) wurden von Meister und Pokalsieger FC Barcelona nominiert.
| Nr. | Position   | Name              | Verein            | Geburts- datum | NM-Sp. | NM-Tore | Debüt | Anzahl der Spiele | Tor | Gelbe Karte | Gelb-Rote Karte | Rote Karte |
| --- | ---------- | ----------------- | ----------------- | -------------- | ------ | ------- | ----- | ----------------- | --- | ----------- | --------------- | ---------- |
| 01  | Torhüter   | Iker Casillas     | FC Porto          | 20. Mai 1981   | 167    | 0       | 2000  |                   |     |             |                 |            |
| 13  | Torhüter   | David de Gea      | Manchester United | 7. Nov. 1990   | 8      | 0       | 2014  | 4                 |     |             |                 |            |
| 23  | Torhüter   | Sergio Rico       | FC Sevilla        | 1. Sep. 1993   | 1      | 0       | 2016  |                   |     |             |                 |            |
| 18  | Abwehr     | Jordi Alba        | FC Barcelona      | 21. März 1989  | 42     | 6       | 2011  | 4                 |     |             |                 |            |
| 02  | Abwehr     | César Azpilicueta | FC Chelsea        | 28. Aug. 1989  | 15     | 0       | 2013  | 1                 |     |             |                 |            |
| 04  | Abwehr     | Marc Bartra       | FC Barcelona      | 15. Jan. 1991  | 10     | 0       | 2013  |                   |     |             |                 |            |
| 12  | Abwehr     | Héctor Bellerín   | FC Arsenal        | 19. März 1995  | 2      | 0       | 2016  |                   |     |             |                 |            |
| 16  | Abwehr     | Juanfran          | Atlético Madrid   | 9. Jan. 1985   | 17     | 1       | 2012  | 4                 |     |             |                 |            |
| 03  | Abwehr     | Gerard Piqué      | FC Barcelona      | 2. Feb. 1987   | 76     | 4       | 2009  | 4                 | 1   |             |                 |            |
| 15  | Abwehr     | Sergio Ramos      | Real Madrid       | 30. März 1986  | 133    | 6       | 2005  | 4                 |     | 1           |                 |            |
| 17  | Abwehr     | Mikel San José    | Athletic Bilbao   | 30. Mai 1989   | 6      | 0       | 2014  |                   |     |             |                 |            |
| 14  | Mittelfeld | Thiago            | FC Bayern München | 11. Apr. 1991  | 9      | 0       | 2011  | 2                 |     |             |                 |            |
| 05  | Mittelfeld | Sergio Busquets   | FC Barcelona      | 16. Juli 1988  | 83     | 2       | 2009  | 4                 |     | 1           |                 |            |
| 10  | Mittelfeld | Cesc Fàbregas     | FC Chelsea        | 4. Mai 1987    | 105    | 15      | 2006  | 4                 |     |             |                 |            |
| 06  | Mittelfeld | Andrés Iniesta    | FC Barcelona      | 11. Mai 1984   | 108    | 13      | 2006  | 4                 |     |             |                 |            |
| 08  | Mittelfeld | Koke              | Atlético Madrid   | 8. Jan. 1992   | 22     | 0       | 2013  | 1                 |     |             |                 |            |
| 11  | Mittelfeld | Pedro             | FC Chelsea        | 28. Juli 1987  | 57     | 17      | 2010  | 2                 |     |             |                 |            |
| 21  | Mittelfeld | David Silva       | Manchester City   | 8. Jan. 1986   | 98     | 24      | 2006  | 4                 |     | 1           |                 |            |
| 19  | Mittelfeld | Bruno Soriano     | FC Villarreal     | 12. Juni 1984  | 8      | 0       | 2010  | 2                 |     |             |                 |            |
| 20  | Angriff    | Aritz Aduriz      | Athletic Bilbao   | 11. Feb. 1981  | 5      | 0       | 2010  | 3                 |     |             |                 |            |
| 07  | Angriff    | Álvaro Morata     | Juventus Turin    | 23. Okt. 1992  | 9      | 3       | 2014  | 4                 | 3   | 1           |                 |            |
| 22  | Angriff    | Nolito            | Celta Vigo        | 15. Okt. 1986  | 8      | 4       | 2014  | 4                 | 1   | 1           |                 |            |
| 09  | Angriff    | Lucas Vázquez     | Real Madrid       | 1. Juli 1991   | 0      | 0       |       | 1                 |     |             |                 |            |

Trainer: Vicente del Bosque

### Spieler, die nur im vorläufigen Kader standen
Daniel Carvajal verletzte sich im Finale der Champions League und wurde durch Héctor Bellerín ersetzt. Am 31. Mai wurden Isco und Saúl gestrichen.
| Position   | Name            | Verein          | Geburts- Datum | Länderspiel- einsätze | Länderspiel- tore | Debüt | EM-Spiele |
| ---------- | --------------- | --------------- | -------------- | --------------------- | ----------------- | ----- | --------- |
| Abwehr     | Daniel Carvajal | Real Madrid     | 11. Jan. 1992  | 5                     | 0                 | 2014  |           |
| Mittelfeld | Isco            | Real Madrid     | 21. Apr. 1992  | 14                    | 1                 | 2013  |           |
| Mittelfeld | Saúl            | Atlético Madrid | 21. Nov. 1994  | 0                     | 0                 |       |           |

1. 1 2 3 4  Stand: 1. Juni 2016.

## Missbrauchsvorwürfe
Am 10. Juni 2016, kurz vor Beginn der Europameisterschaft, wurde von einigen Boulevardmedien berichtet, dass der spanische Nationalspieler David de Gea aus dem Kader genommen worden sei. Ihm wird vorgeworfen, zusammen mit zwei weiteren Fußballspielern, Iker Muniain und Isco, bereits 2012 im Rahmen eines U-21-Länderspiels in Madrid eine Frau missbraucht zu haben. De Gea wies die Vorwürfe auf einer Pressekonferenz als erlogen zurück. Der spanische Trainer stand zu seinem Torhüter und setzte ihn in allen Spielen ein.

## Endrunde
Bei der am 12. Dezember 2015 stattgefundenen Auslosung der sechs Endrundengruppen war Spanien als Titelverteidiger in Topf 1 gesetzt, hätte diesen aber auch aufgrund des UEFA-Koeffizienten erreicht und konnte daher in den Gruppenspielen weder auf Gastgeber Frankreich noch Weltmeister Deutschland treffen. Spanien wurde als Gruppenkopf der Gruppe D gelost, erhielt als Gegner Kroatien, Tschechien sowie die Türkei zugelost und konnte die Gruppenspiele im Süden Frankreichs bestreiten. Spanien hatte gegen alle drei Gruppengegner vor der EM eine positive Bilanz. Gegen die Kroaten wurde schon in der Vorrunde der letzten EM das letzte Gruppenspiel ausgetragen und mit 1:0 gewonnen. Davor gab es nur Freundschaftsspiele, wovon nur das erste verloren wurde. Zwei weitere wurden gewonnen, eins endete remis. Gegen die Tschechen gab es zuvor nur Pflichtspiele – in den Qualifikationen für die WM 1998 und die EM 2012 mit drei Siegen und einem Remis beim ersten Aufeinandertreffen. Gegen die Türkei gab es zuvor 10 Spiele mit fünf Siegen, vier Remis und einer schmerzlichen Niederlage in der Qualifikation für die WM 1954, woraufhin es ein Entscheidungsspiel gab, das 2:2 endete und Spanien durch Losentscheid die WM verpasste. Die Spanier spielten zuvor nur in Bordeaux – gegen Frankreich.
Spanien begann mit einem 1:0 gegen Tschechien, das die Überlegenheit der Spanier nicht wieder gibt. Gegen die Türken konnten sie ihre Überlegenheit dann auch in Tore ummünzen und gewannen mit 3:0. Damit waren sie bereits für das Achtelfinale qualifiziert. Im Spiel um den Gruppensieg traten sie mit unveränderter Aufstellung an, wogegen die ebenfalls schon für das Achtelfinale qualifizierten Kroaten auf einige Stammspieler verzichteten. Spanien begann auch überlegen und Álvaro Morata brachte sie bereits in der siebten Minute mit seinem dritten Tor bei dieser EM in Führung. Danach konnten die Kroaten das Spiel ausgeglichener gestalten und kamen zu Torchancen während die Spanier weitgehend nun chancenlos blieben. Fast mit dem Halbzeitpfiff gelang den Kroaten dann der Ausgleich und in der zweiten Halbzeit der Siegtreffer zum Gruppensieg. Damit verloren die Spanier erstmals seit der 0:1-Vorrundenniederlage am 20. Juni 2004 gegen Portugal wieder ein EM-Spiel und es kam bereits im Achtelfinale im Finalstadion zur Finalrevanche gegen Italien, das in seiner Gruppe schon vor dem letzten Gruppenspiel als Gruppensieger feststand. Die Bilanz gegen Italien war vor der EM mit je 10 Siegen und Niederlagen, bei 14 Remis ausgeglichen, aber Spanien konnte nur zwei Pflichtspiele gegen die Italiener gewinnen. Den ersten Pflichtspielsieg gegen die Italiener gab es am 2. September 1920 bei den Olympischen Spielen, den letzten im EM-Finale 2012. Im März trennten sich beide bei einem Freundschaftsspiel in Udine mit 1:1. Beide treffen auch in der Qualifikation für die WM 2018 wieder aufeinander. Es ist die insgesamt sechste Begegnung bei Europameisterschaften – keine Paarung gab es öfter. Spanien verlor mit 0:2, da die Spanier mit der offensiven Strategie der Italiener nicht zurechtkamen und ihr Kurzpassspiel nur ansatzweise aufziehen konnten. Das erste Tor fiel in der 33. Minute, als de Gea einen scharf geschossenen Freistoß nur nach vorne abwehren konnte und der italienische Abwehrchef Giorgio Chiellini abstauben konnte. Danach konnten sie sich aber bei de Gea bedanken, dass die Italiener nicht zu weiteren Toren kamen, während sie selber kaum Chancen herausspielen konnten. Als die Kräfte der Italiener nachließen, kamen sie zwar besser ins Spiel, konnten aber keine ihrer Chancen nutzen. In der Nachspielzeit legten die Azzurri dann noch das zweite Tor nach. Damit ist die Bilanz nun negativ gegen die Italiener und Spanien der erste Europameister, der im Achtelfinale scheiterte. In der FIFA-Weltrangliste verschlechterte sich Spanien um zwei Plätze. Für Spanien selbst bedeute dies das Ende einer 8-jährigen goldenen Ära mit zwei EM- und einem WM-Titel, denn nach dem Turnier beendeten viele Nationalspieler ihre Karriere in der Nationalmannschaft.
| Pl. | Land       | Sp. | S | U | N | Tore    | Diff. | Punkte |
| --- | ---------- | --- | - | - | - | ------- | ----- | ------ |
| 1.  | Kroatien   | 3   | 2 | 1 | 0 | 005:300 | +2    | 07     |
| 2.  | Spanien    | 3   | 2 | 0 | 1 | 005:200 | +3    | 06     |
| 3.  | Türkei     | 3   | 1 | 0 | 2 | 002:400 | −2    | 03     |
| 4.  | Tschechien | 3   | 0 | 1 | 2 | 002:500 | −3    | 01     |

|                                             |   |            |           |
| Mo., 13. Juni 2016 um 15:00 Uhr in Toulouse |   |            |           |
| Spanien                                     | – | Tschechien | 1:0 (0:0) |
| Fr., 17. Juni 2016 um 21:00 Uhr in Nizza    |   |            |           |
| Spanien                                     | – | Türkei     | 3:0 (2:0) |
| Di., 21. Juni 2016 um 21:00 Uhr in Bordeaux |   |            |           |
| Kroatien                                    | – | Spanien    | 2:1 (1:1) |

### K.-o.-Phase
|                                                             |   |         |           |
| Achtelfinale Mo., 27. Juni 2016 um 18:00 Uhr in Saint-Denis |   |         |           |
| Italien                                                     | – | Spanien | 2:0 (1:0) |